# Mikuláš Šúd ze Semanína
Mikuláš Šúd za Semanína (Nicolaus Lythomisslensis a Semanina; okolo 1490, Semanín – 23. dubna 1557, Praha) byl český astronom, děkan fakulty svobodných umění Univerzity Karlovy, později vydavatel astrologických předpovědí a kalendářů.

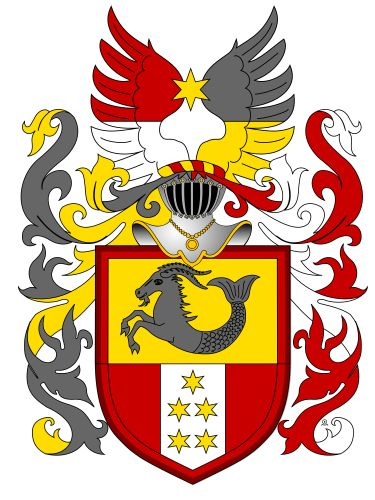
Mikuláš Šúd ze Semanína

## Život
Mikuláš Šúd byl synem litomyšlského měšťana Jana Šúda († 1522) a v literatuře je Litomyšl někdy uváděna jako místo jeho narození; údajně ale ještě po roce 1945 stál v Semaníně dům, na jehož trámu bylo vyryto, že se zde narodil Mikuláš Šúd ze Semanína.
Mikuláš studoval na pražské univerzitě, kde se stal v roce 1510 bakalářem a v roce 1515 mistrem. V letech 1515–1524 na ní působil jako profesor, vážený pro znalost klasických jazyků, matematiky a hvězdářství. V roce 1521 byl jmenován děkanem artistické fakulty. V roce 1525 z univerzity odešel, aby se mohl oženit. V té době získal od krále Ludvíka Jagellonského erb a přídomek „ze Semanína“.
Jako znalec matematiky a hvězdářství se zabýval také tehdy oblíbenou astrologií. V roce 1525 předpověděl neštěstí králi Ludvíkovi a ten o rok později v bitvě u Moháče skutečně zemřel. Roku 1555 údajně předpověděl Šúd příchod jesuitů do Čech.
Získal privilegium vydávat kalendáře, tituláře a almanachy a spolupracoval s mnohými pražskými tiskárnami. V roce 1547 vydal u tiskaře Ondřeje Kubše Formy a notule listův všelijakých. Přitom:  Titulář stavův, duchovního i světského (tento titulář byl jakýmsi předchůdcem encyklopedií typu „Kdo je kdo“, v průběhu druhé poloviny 16. století pak vyšel ještě několikrát).

## Erb
Obrazové znamení a přídomek „ze Semanína“ obdrželi společně Mikuláš Šud a Daniel ze Semanína majestátem krále Ludvíka Jagellonského, vydaným v roce 1525 v Budíně. Známé popisy erbu se poněkud odlišují, ale vždy se uvádí štít rozdělený na dvě poloviny, zlatou a červenou; ve zlaté kozorožec s rybím ocasem, v červené bílý pruh s pěti zlatými hvězdami. Z této podoby je odvozen i znak a prapor obce Semanín.

## Některá vydaná díla
- Nová pranostika s divnými proroctvími (na desetiletí 1541–1550, věnováno Arnoštovi Krajíři z Krajku)
- Výklad čtení a epištol nedělních
- Formy a notule listův všelijakých. Přitom: Titulář stavův, duchovního i světského (1547)